# Maria Korporal

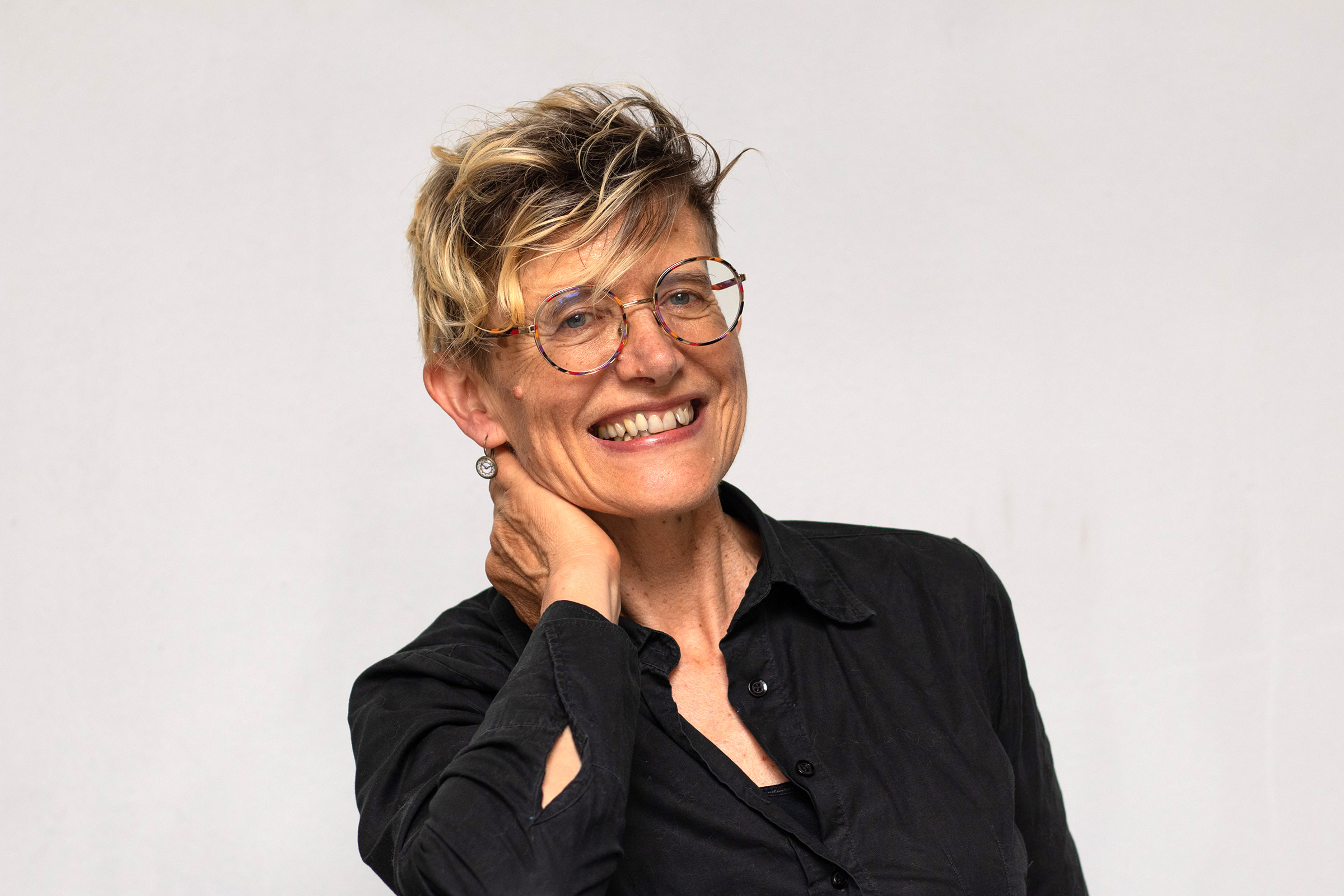
Maria Korporal (2023)

Maria Korporal (geb. als Marianne Korporaal am 1. Juni 1962 in Sliedrecht, Niederlande) ist eine bildende Künstlerin. Ihre künstlerischen Schwerpunkte sind Videokunst, interaktive Projekte, Installation, Animationsfilm, Zeichnung und Künstlerbücher.

## Leben
Maria Korporal studierte Grafik und Malerei an der St. Joost Akademie der Bildenden Künste in Breda. Während ihres Studiums 1981 bis 1986 legte sie einen Schwerpunkt auf Fotografie und Film und schloss mit einer Videoinstallation ihr Studium ab. 1986 zog sie nach Italien und gründete mit Gerrit Van Oord 1989 den italienischen Verlag Apeiron Editori, wobei die Mediengestaltung in ihren Händen lag. Bis Ende 2013 wohnte sie nördlich von Rom in Sant’Oreste am Monte Soratte. Sie lebt in Berlin, wo sie als freie Künstlerin und Webdesignerin arbeitet.

## Werk

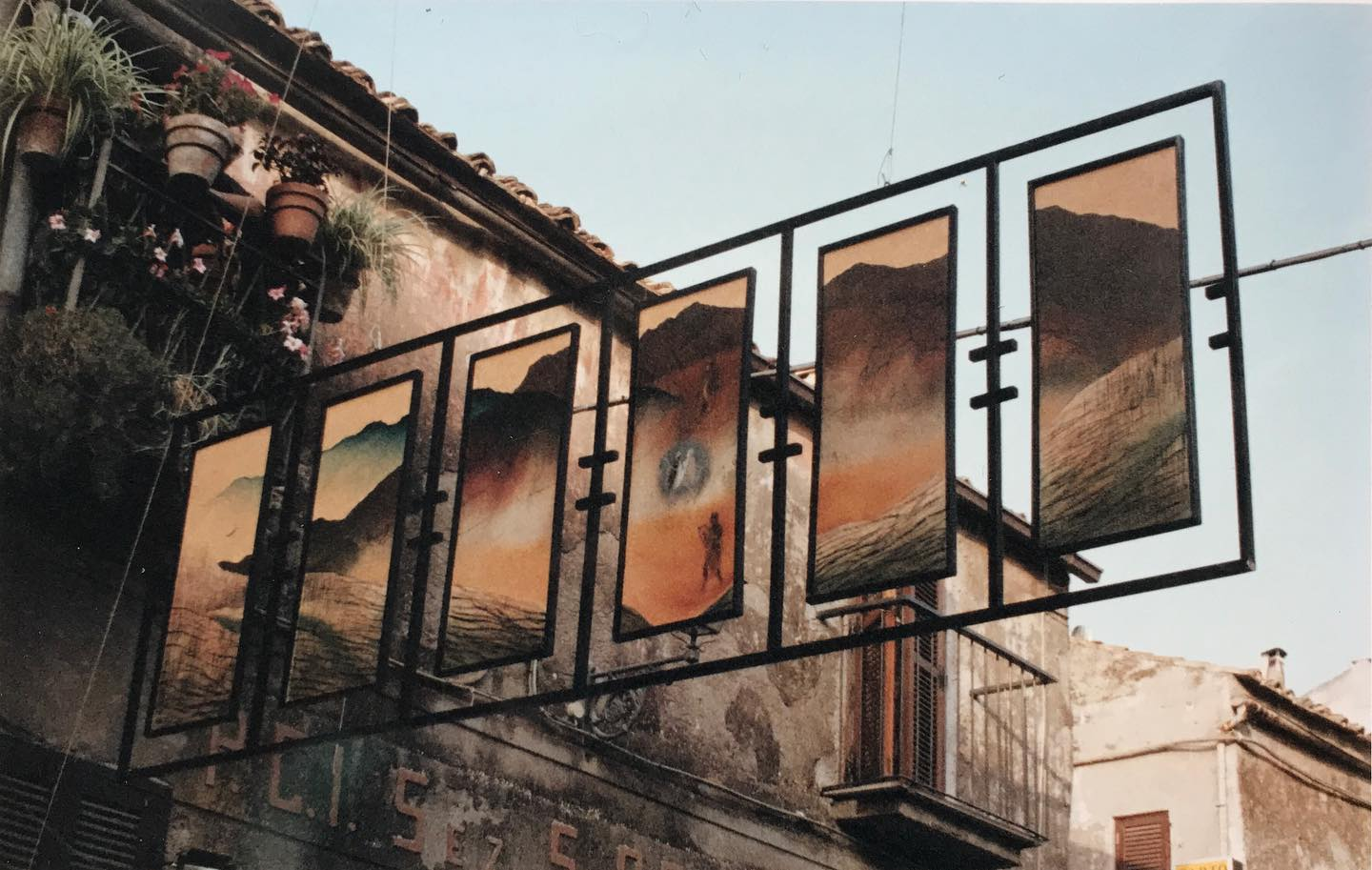
Das Lied von der Erde, beidseitig bemalte Leinwand (1989)

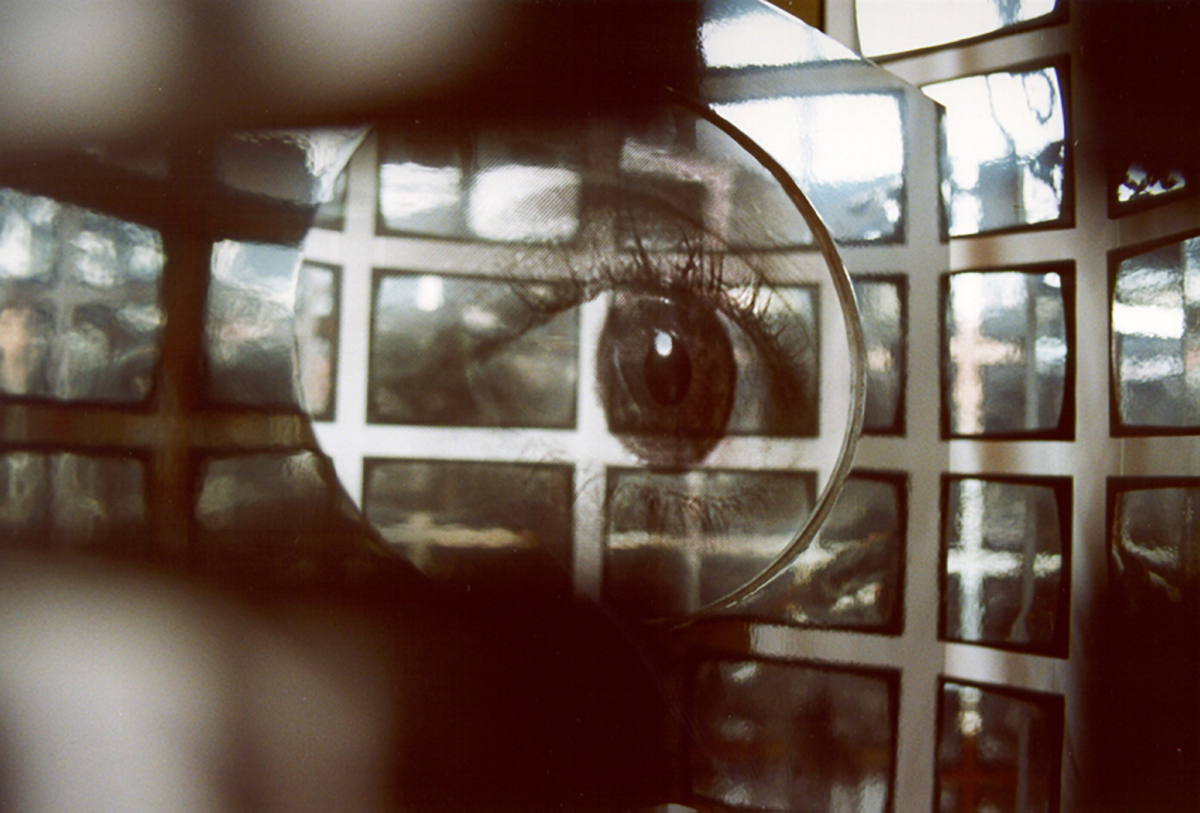
Das Auge des Golems, Installation, Tintenstrahl- und Laserdruck auf Papier und Folie (2000–2018)

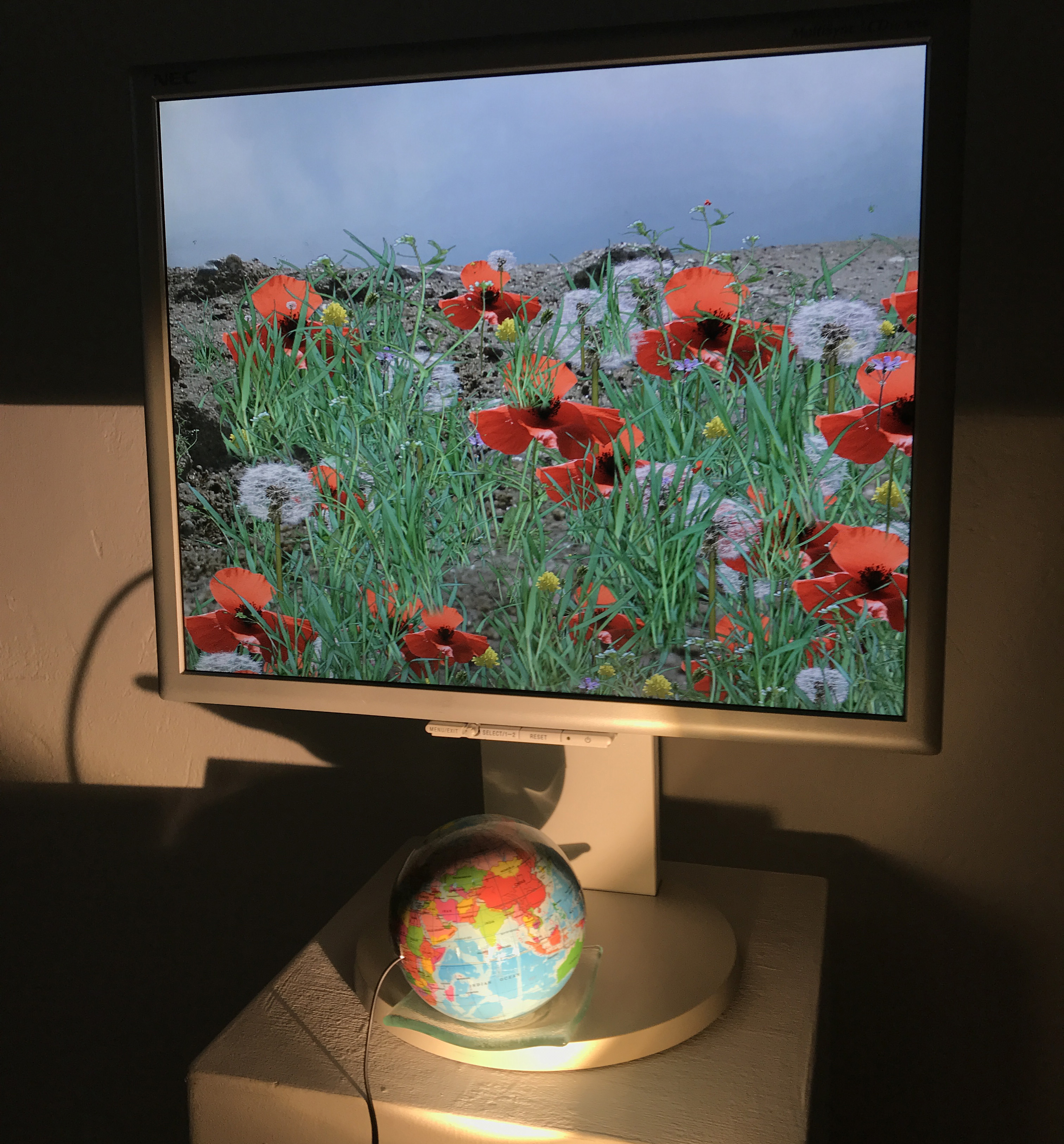
Breathearth, Interaktive Installation (2016–2022)

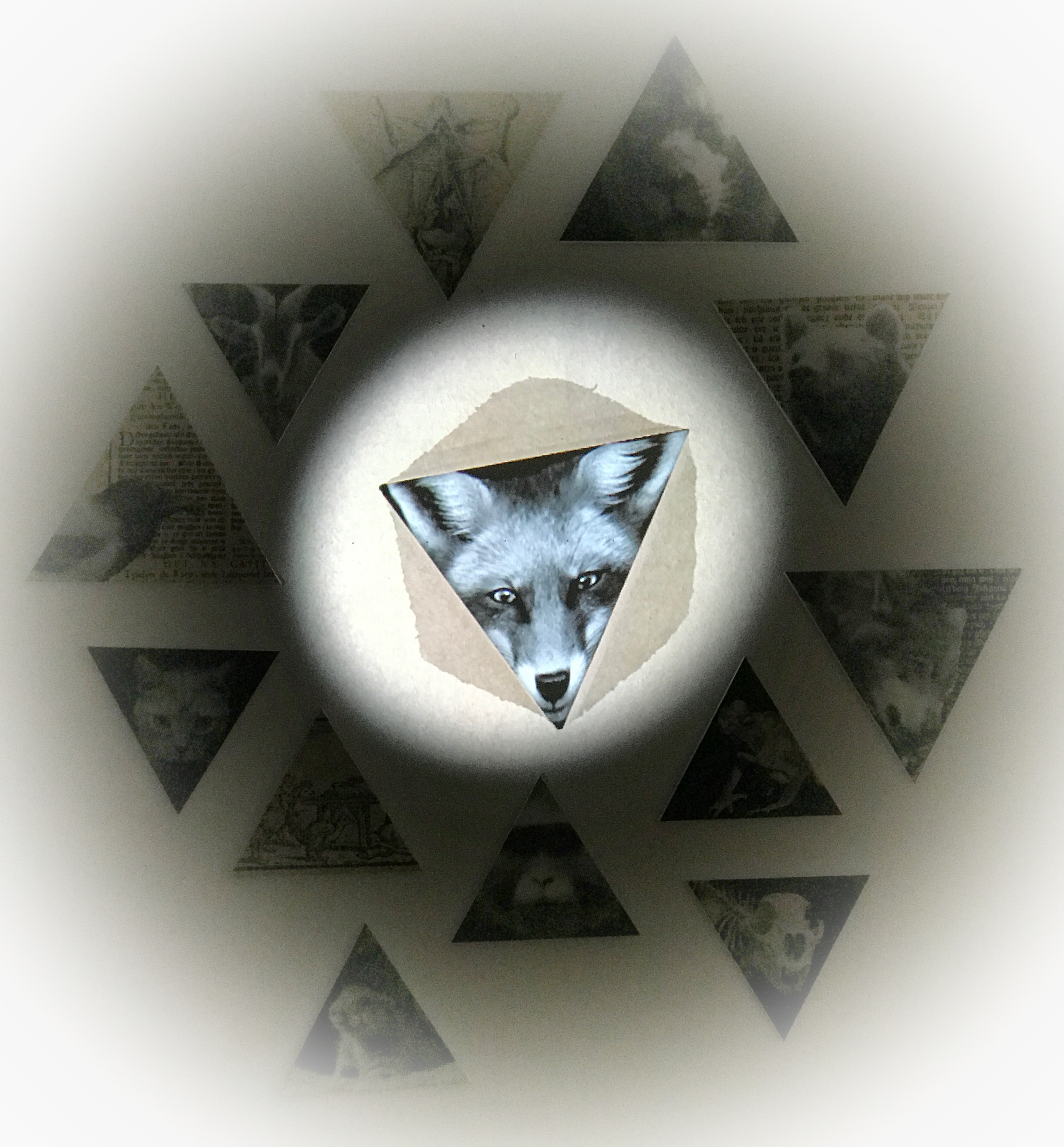
Reineke Fuchs (Detail), Videoinstallation (2018)

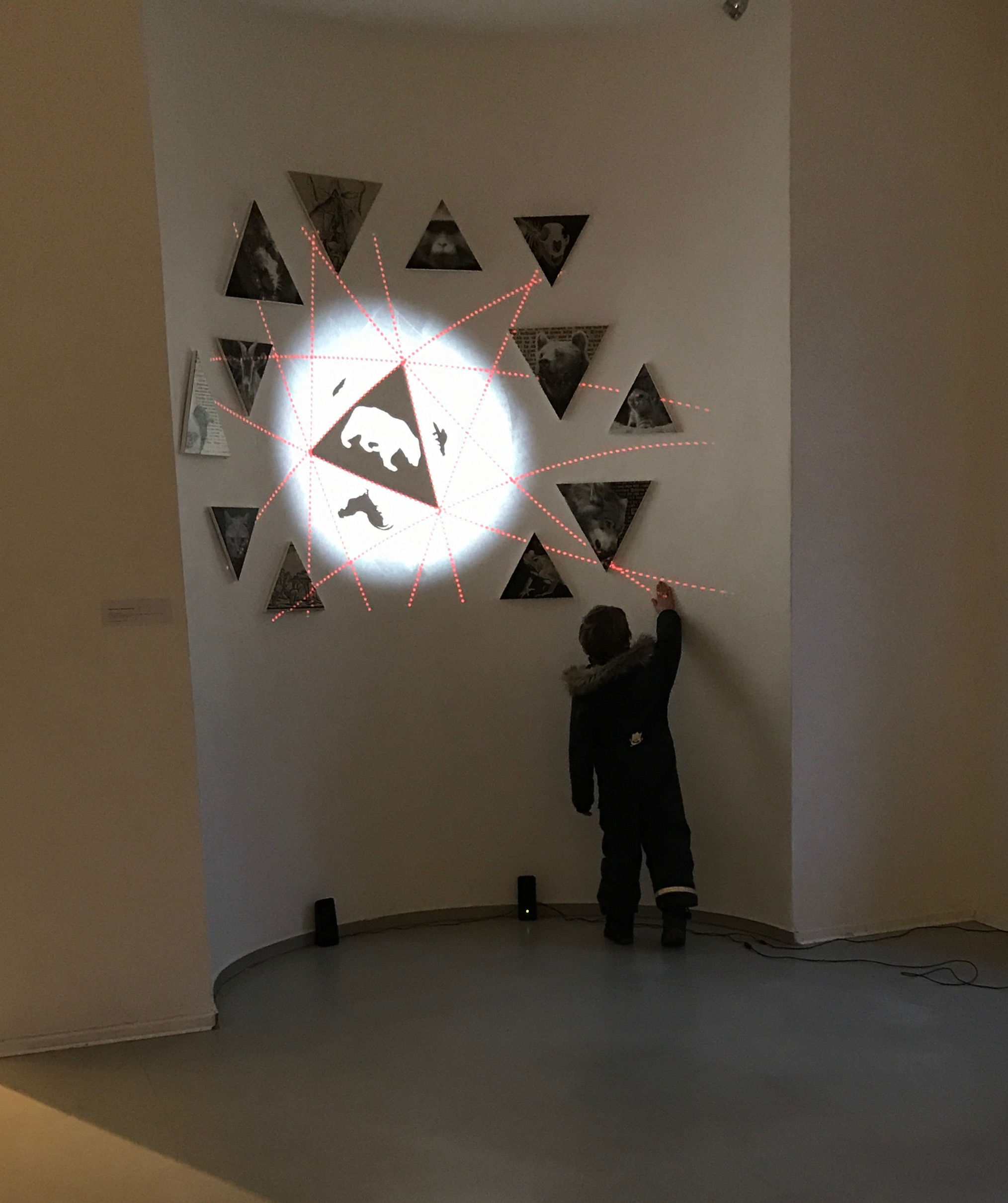
Reineke Fuchs (2018)

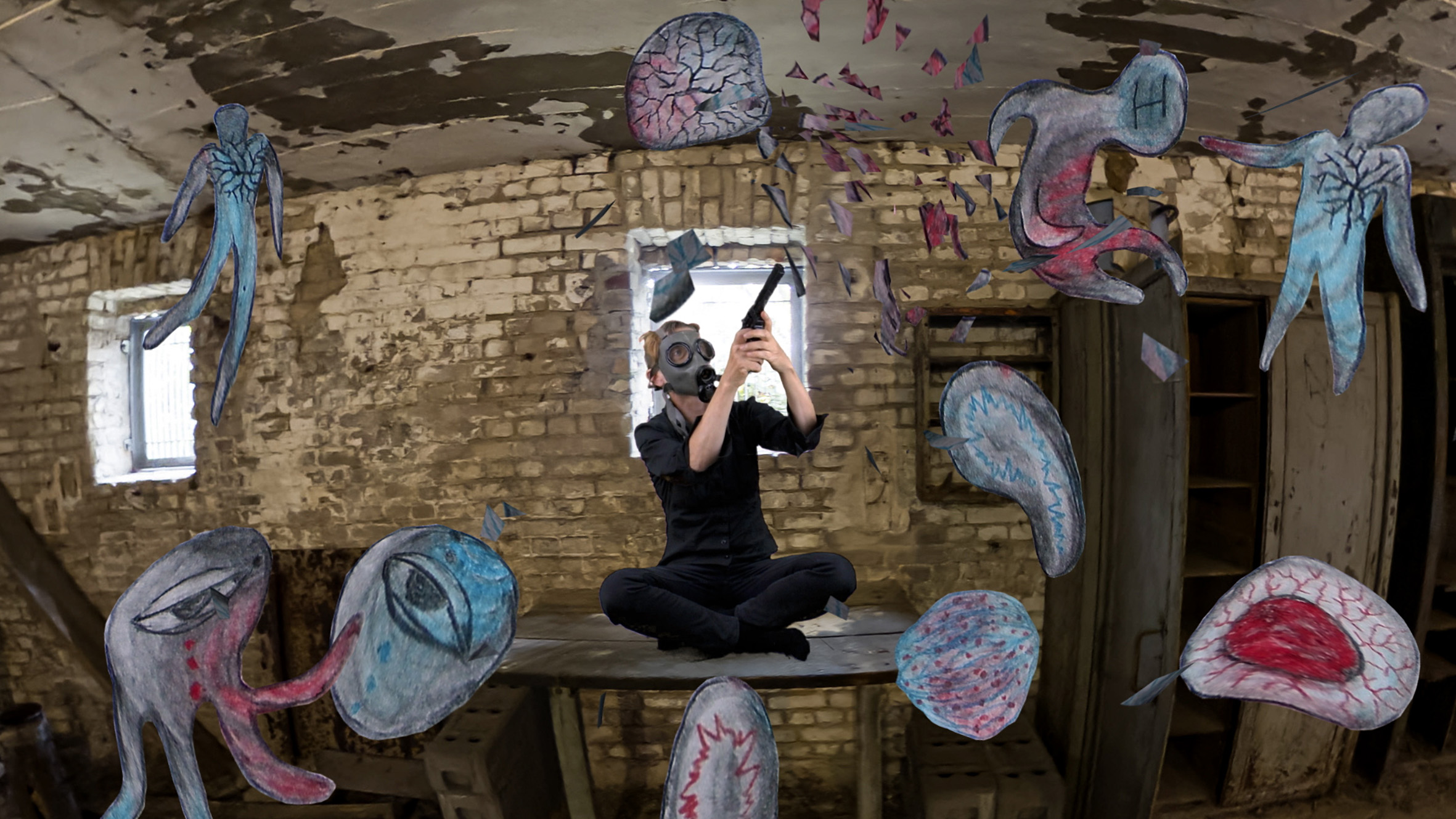
Pervitin Power, Video (2021)

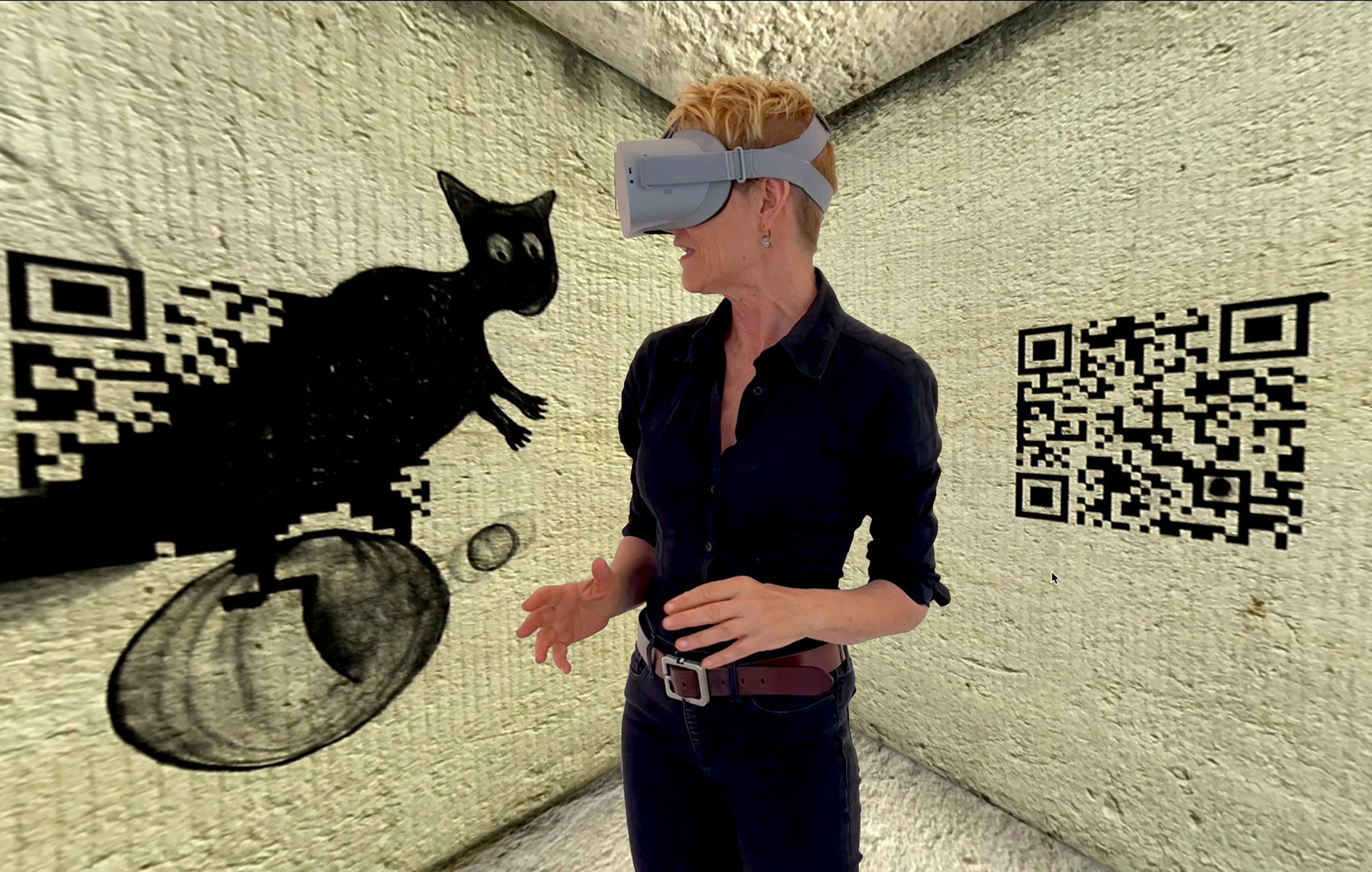
QORPORAL QODES, multidisziplinäre Installation (2022)

Maria Korporals künstlerische Produktion umfasst Videokunst, interaktive Projekte, Installationen und Zeichnungen. Eines der wichtigsten Ergebnisse ihrer Anfangszeit in Italien war das Werk Das Lied von der Erde (1988/89). Es handelte sich um ein Projekt von mehr als 50 Zeichnungen und Gemälden, die der Musik von Gustav Mahler gewidmet waren. Tätigkeiten in ihrem Verlag Apeiron Editori regten Korporals Auseinandersetzung mit Künstlerbüchern an, von denen Satori Soractis (1990) und Contrapuncti (1991) repräsentativ für die 1990er Jahre standen.
Ab 1998 setzte sich die Künstlerin mit digitalen Techniken auseinander. Ihre technisch vielfältigen multimedialen Arbeiten behandeln das Spannungsfeld von Virtualität und Realität, Erlebtem und künstlich erzeugten Erfahrungen. Die meisten ihrer Projekte beschäftigen sich mit sozialen und ökologischen Themen.

### Das Auge des Golems (2000–2018)
Von 1998 bis 2004 realisierte Maria Korporal zunächst zweidimensionale Installationen, die aus am Computer bearbeiteten Bildern zusammengesetzt waren. Diese sind wie eine Videowand angeordnet und imitieren Bildschirme. Sie habe sich für diese Art der Präsentation in Form von Telescreens entschieden, weil sie der Auffassung sei, dass die Vorstellungskraft des Menschen in der heutigen Welt vor allem durch einen Bildschirm (Fernsehen, Internet) seinen Ausdruck finde. Dies beeinflusse wiederum maßgeblich unsere Art, die Realität zu sehen und zu erleben, so Maria Korporal über ihre Arbeiten London Calling (1998) in einem Interview mit der italienischen Zeitschrift Computer Graphics & Publishing und The Rebellious Egg (2004). Ab 2000 setzte sie auch dreidimensionale Werke in dieser Technik um, so die Installation Das Auge des Golems (2000–2018). Die Installation hing in einer zylindrischen Form von der Decke und bestand aus 96 miteinander verbundenen Tafeln. Die Tafeln waren auf der Vorderseite mit Digitaldrucken einer Stadtlandschaft beklebt, während sich auf der Rückseite selbstklebende Spiegel befanden. Die Zwischenräume zwischen den Tafeln erlaubten einen Blick in das Innere der Glieder-Struktur. Das Werk habe so eine äußere und eine innere Seite, die zwei unterschiedliche und gegensätzliche Welten darstellten, aber gleichzeitig voneinander abhängig seien, beschrieb die Künstlerin ihre Herangehensweise. Der Golem sei ein Symbol der Technologie und der Repräsentant des modernen Denkens schlechthin, der in der Lage sei, sich an verschiedene Zeiten und Umstände anzupassen und sich selbst zu sehen.

### Korporal Zoo (2010–2018)
Ihr Projekt Korporal Zoo, eine Reihe von Videoarbeiten zwischen 2010 und 2018, betrachtete die Tier- und Menschenwelt aus kulturellen, sozialen und ökologischen Perspektiven. Jedes Werk war eine animierte Mischung aus Fotos und Filmaufnahmen sowie Zeichnungen und Collagen, so etwa Reynard the Fox.

### Das Breathearth Projekt (2016–2022)
Das Breathearth Projekt (2016–2022) und Emergency Call (2019–2022) sind interaktive Videoinstallationen, in denen die Erde und ihre Veränderungen thematisiert werden, das Verschwinden natürlicher Vegetation sowie klimatologische Extreme, die sich weltweit ereignen. Das Breathearth Projekt etwa ist als work in progress zu verstehen, das sich stetig weiterentwickelt und mittlerweile in zahlreichen Varianten existiert. Die Betrachtenden sind darin Teil des Kunstwerks: Indem sie auf eine kleine Weltkugel atmen, wachsen auf einem Bildschirm Flora und Fauna, die wieder vergehen, sobald das Atmen stoppt. Symbolisch zeigt die Installation damit auf, dass die Erhaltung der Natur und Artenvielfalt auf unserem Planeten nur durch eine Anstrengung oder Arbeitsleistung möglich ist und dass dafür ein „langer Atem“ gebraucht wird.

### Pervitin Power (2021)
Korporal entwickelte eine Form von 360-Grad-Video und arbeitet mit Techniken aus dem Bereich virtueller Realität sowie mit Aspekten erweiterter Realität. In ihren Arbeiten wie Pervitin Power (2021), Qorporal Qodes (2022) und Qat Qube (2023) verwendete sie eine Kombination analoger und digitaler Techniken.
In der Videoarbeit Pervitin Power beschäftigt sich Korporal mit der Verfremdung der Wahrnehmung unter Drogeneinfluss und dem Aussetzen von Kategorien der Moral. Die Droge Pervitin, heute als Crystal Meth bekannt, wurde im Zweiten Weltkrieg von der deutschen Heeresleitung zur Leistungssteigerung von Soldaten eingesetzt. Die Künstlerin nimmt in diesem rund sechsminütigen animierten Video die Perspektive eines Soldaten ein, der die Droge konsumiert hat. In dieser Arbeit greift sie erneut die Idee des Golems auf, diesmal als Symbol für ein seelenloses, roboterartiges („Robot“) Wesen, das sie in eine Analogie zu dem durch die Droge und den Einsatzbefehl fremdgesteuerten Soldaten stellt. Der Golem wird in der jüdischen Volkssage durch das auf seine Stirn geschriebene Wort „Emeth“ (Wahrheit) erweckt und durch das Wort „Meth“ (Tod) stillgelegt. Es werden Bilder und Wörter gezeigt, die um die Begriffe Truth (Wahrheit) und Death (Tod) kreisen. Das im Nachhinein durch Animationen ergänzte Video wurde in der 360-Grad-Videotechnik im Schwerbelastungskörper in Berlin gedreht, der während des Krieges, 1941, als Testobjekt im Rahmen der Neugestaltungsplanungen Albert Speers zur Umgestaltung Berlins in die „Welthauptstadt Germania“ errichtet worden war.
Seit 2021 arbeitet die Künstlerin auch wieder mit analogen Kohlezeichnungen, es entstanden Kohle- und Pastellanimationen, wie beispielsweise S.A.D. (2021) und The Wishing Table (2023).

## Künstlergruppen und Mitgliedschaften
Maria Korporal ist aktives Mitglied des Vereins Berliner Künstler. Seit 2012 arbeitet sie im Projektraum Group Global 3000 – Kunst und andere Nachhaltigkeiten in Berlin mit. Daneben ist sie Teil des Künstlerinnenkollektivs Femmespheres in Berlin.

## Rezeption
Maria Korporals Werke wurden international in zahlreichen Ausstellungen gezeigt und ausgezeichnet. Festivals, auf denen ihre Videos präsentiert wurden, sind: Cyland – International Media Art Festival, Digital Media Fest, FIVAC, Video Art Miden, Fest Anča, Fonlad, Food Film Fest, Madatac, Now & After, Unabhängiges Medienfestival Tübingen, WRO Media Art Biennale, InVideo, Bolzano Short Film Festival, Inheritance Festival, Instants Vidéo, Proyector, Magmart, MashRome FilmFest, Mediawave Festival, Strangloscope, Cyberfest, ReggioFilmFestival, The Short Nights of Berlin, Over the Real, Ibrida, Vertical Movie Festival, Videomedeja, Vierte Welle Festival.
Ihre Videos werden von VisualContainer, Mailand, vertrieben.

## Ausstellungen (Auswahl)

### Einzelausstellungen
- 1990: Re maggiore, re minore, Castel dell’Ovo, Neapel
- 1990: Satori Soractis, Galerie Valeton & Henstra, Amsterdam
- 1999: La notte di Valpurga, Galerie Al ferro di cavallo, Rom
- 2000: L’occhio del Golem, Il Granarone, Calcata
- 2002: Rondom Mahler, Galerie De Heeren van Voorburg, Den Haag, Niederlande
- 2018: Maria Korporal: 6x5video, Studio TiEpolo38, Rom[40]
- 2019: Lines in Between the Maze, Directors Lounge Screening, Z-Bar, Berlin[41]
- 2020: Maria Korporal Monography. Selected works 2008–2020, VisualcontainerTV[42]
- 2020: Im bewegten Labyrinth. Videokunst und andere Aktionen von Maria Korporal, LortzingART, Hannover[43]
- 2023: Vorführung von 12 Videos von Maria Korporal, Premio Borgo Video, kuratiert von Galerie La scala d’oro, Sala Dionigi (Chiesa Valdese), Rom
- 2024: Qlimate Qronobot. KI und die Zukunft unseres Planeten, Galerie Group Global 3000, Berlin

### Gruppenausstellungen
- 1993: Tridentità, kuratiert von Toni Maraini, Nederlands Instituut, Rom[44]
- 1994: LAPSUS – Libri d’artista, Biblioteca Nazionale Centrale, Rom[45]
- 2006: Altre visioni: Libertà Politica Territorio, Padiglione del Venezuela, Biennale di Venezia, 10. Mostra Internazionale di Architettura, mit com.plot S.Y.S.tem[46]
- 2015: Prospettive circolari del terzo occhio festival Bologna in Lettere, Bologna, Italien[47]
- 2018: Under the Same Roof, Galerie Sala 1, Rom[48]
- 2018: Under Another Roof, IA&A at Hillyer, Washington DC[49]
- 2018/2019: Posun v čase/Zeitverschiebung, Galerien NSPU + ABF, Prag, und Galerie Verein Berliner Künstler, Berlin[50]
- 2019: Empört Euch!, Interdisziplinäres Kunstprojekt von 68elf im Bunker K101, Köln[51]
- 2021: Beuys for Future, Group Global 3000, Berlin[52][53]
- 2022: außer sich – inner ich / part 2, Inselgalerie, Berlin[54]
- 2023: Irritation: The Art of Getting Lost, Vebikus Kunsthalle Schaffhausen, Schweiz[55]
- 2023: Irritation: eine maximale ästhetische Verwirrung, Galerie Verein Berliner Künstler, Berlin

## Preise und Residenzen
- 2003: VII. Premio internazionale Massenzio Arte, Rom
- 2010: Premio Bazzano Poesia, Carta Bianca, Bazzano
- 2016: Oltre i libri – l’arte del presente incontra i libri del passato, Biblioteca Angelica, Rom
- 2019: Neuenburger Kunstwoche, Neuenburg, Zetel
- 2022: Premio Borgo Video, Galerie La scala d’oro, Rom[56]
- 2022: Digital Media Fest, Best Original Idea in der Sektion Virtual Reality, Rom[57]

## Publikationen (Auswahl)
- Il canto della terra. La musica mahleriana nella pittura di Marianne Korporaal. Apeiron Editori, Sant’Oreste (Rom) 1995, ISBN 978-88-85978-13-3.
- Maria Korporal über ihre Arbeit. In: Verein Berliner Künstler (Hrsg.): Medianautik. Berlin 2020/2021, ISBN 978-3-9818399-6-8, S. 25–29.
- Maria Korporal – Artist Statement. In: Verein Berliner Künstler (Hrsg.): Irritation. Berlin 2022, ISBN 978-3-9823979-2-4, S. 16–17.
- Maria Korporal – Qat Qube. In: Verein Berliner Künstler (Hrsg.): Irritation – Eine maximale ästhetische Verwirrung. Berlin 2023, ISBN 978-3-9823979-4-8, S. 16–17.